# Felmutat égbe
A Felmutat égbe szent Gellért püspökről szóló egyházi ének. Dallamát Tinódi Lantos Sebestyén szerezte 1549-ben, szövegét Magyar Bálint írta. Az ének Zsasskovszky Ferenc átiratában maradt fenn.
Magyar Bálint egy másik szöveget is írt ugyanerre a dallamra Kapisztrán Szent Jánosról Drága hazám, te címmel.
Sík Sándor ugyanerre a dallamra Kalazanci Szent Józsefről, a piarista szerzetesrend megalapítójáról szóló verset írt 1952-ben Szentje és atyja kezdettel. Az ének a piarista iskolák egyik himnusza lett.
Feldolgozás:
| Szerző       | Mire      | Mű            |
| ------------ | --------- | ------------- |
| Harmat Artúr | vegyeskar | Felmutat égbe |

## Kotta és dallam
Felmutat égbe szent Gellért keresztje,

ahhoz, ki hozzánk küldte, ki az Eszme.

Apostolod volt, boldog magyar nemzet,

áldjuk a szentet!

Ős eleinket a krisztusi hitre

végtelen keggyel kegyes Isten vitte.

Gellérttől nyertük, hogy jó lett a kezdet,

áldjuk a Szentet!

Életét még zöld keresztünkre tűzte,

lett vértanúknak s főpapoknak tükre.

Fehér virághoz piros rózsát szerzett,

áldjuk a Szentet!
Tinódi Lantos Sebestyén eredeti szövege:
Siess, keresztény lelki jót hallani,

Ó törvényből hadakozni tanulni.

Az igaz hit mellett mint kell bajt vívni,

Krisztusban bízni.

## Felvételek
- Felmutat égbe Szent Gellért keresztje. YouTube (2014. február 5.)  (Hozzáférés: 2017. február 13.) (audió, képsorozat)
- Szent Gellért napi ünnepi szentmise - Bevonulás. YouTube (2013. november 13.)  (Hozzáférés: 2017. február 13.) (videó) 2:16-ig.
- Délvidéki fellépések. Pannonia Sacra  YouTube (2009. szeptember 17.)  (Hozzáférés: 2017. február 13.) (videó) 29:40–30:40.